# Smaragdina
Smaragdina (лат.) — род жуков (Coleoptera) из подсемейства клитрин (Clytrinae) в семействе листоедов (Chrysomelidae).

## Описание
Первый сегмент лапок немного длиннее второго. Голова самца заметно уже переднеспинки, передние ноги не удлинённые. Надкрылья металлические, иногда с жёлтым рисунком.